# Nisi (socken i Kina)
Nisi (kinesiska: 尼斯, 尼斯乡) är en socken i Kina. Den ligger i provinsen Sichuan, i den sydvästra delen av landet, omkring 450 kilometer sydväst om provinshuvudstaden Chengdu. Antalet invånare är 2479. Befolkningen består av 1 098 kvinnor och 1 381 män. Barn under 15 år utgör 20,0 %, vuxna 15-64 år 74 %, och äldre över 65 år 5,0 %.
Genomsnittlig årsnederbörd är 719 millimeter. Den regnigaste månaden är juli, med i genomsnitt 230 mm nederbörd, och den torraste är november, med 1 mm nederbörd.